# 糖酵解
糖酵解（又称糖解）是把葡萄糖（C6H12O6）转化成丙酮酸（CH3COCOO− + H+）的代谢途径。在这个过程中所释放的自由能被用于形成高能量化合物三磷酸腺苷（ATP）和还原形式的烟酰胺腺嘌呤二核苷酸（NADH）。
糖解作用是所有生物细胞糖代谢過程的第一步。糖解作用是一共有10个步骤酶促反应的确定序列。在该过程中，一分子葡萄糖会经过十步酶促反应转变成两分子丙酮酸（严格来说，应该是丙酮酸盐，即是丙酮酸的阴离子形式）。
糖解作用及其各种变化形式发生在几乎所有的生物中，无论是有氧和厌氧。糖酵解的广泛发生显示它是最古老的已知的代谢途径之一。事实上，构成糖解作用及其并行途径的戊糖磷酸途径，在金属的催化下发生在还不存在酶的太古宙海洋。糖解作用可能因此源于生命出现之前世界的化学约束。
糖解作用发生在大多数生物体中的细胞的胞质溶胶。最常见的和研究最彻底的糖解作用形式是双磷酸己糖降解途径（Embden-Meyerhof-Parnas途径，简称：EMP途径），这是被古斯塔夫·恩伯登，奥托·迈尔霍夫，和雅各布·卡羅爾·帕爾納斯所发现的。糖解作用也指的其他途径，例如，脱氧酮糖酸途径（Entner-Doudoroff途径）各种异型的和同型的发酵途径，糖解作用一词可以用来概括所有这些途径。但是，在此处的讨论却是局限于双磷酸己糖降解途径（EMP途径）。
整个糖解作用途径可以分成两个阶段：
1. 准备阶段 – 在其中ATP被消耗，因此也被称为投入阶段。
2. 放能阶段 – 在其中ATP被生产。

## 糖解作用的总反应式
糖解作用的总体反应式：
C6H12O6 + 2 NAD+ + 2 ADP + 2 H3PO4 → 2 NADH + 2 C3H4O3 + 2 ATP + 2 H2O + 2 H+
| D-[葡萄糖] |                               |  |   | [丙酮酸] |                                     |
|            | + 2 [NAD]+ + 2 [ADP] + 2 [P]i |  | 2 |          | + 2 [NADH] + 2 H+ + 2 [ATP] + 2 H2O |

对于简单发酵，一个葡萄糖分子到两个丙酮酸分子的代谢具有净产率2个ATP分子。然后，大部分细胞将进行进一步的反应，以“偿还”用过的NAD+.，并产生最终产物乙醇或乳酸。许多细菌使用无机化合物作为氢的受体来再生NAD+。
细胞进行有氧呼吸合成更多的ATP，但不作为糖解作用的一部分。这些进一步的有氧反应使用来自糖解作用的丙酮酸和NADH + H+。真核生物有氧呼吸从每个葡萄糖分子产生额外的约34个ATP分子，但是其中大部分是由截然不同的机制，以在糖酵解的底物水平磷酸化产生的。

## 糖解作用的场所
糖解作用在细胞的细胞质中进行。早先人们只知道糖在无氧环境下可降解为乳酸，但今天人们终于清楚知道，不论有氧还是无氧环境，糖会经过同样的过程分解为丙酮酸。不同的则是在有氧条件下，丙酮酸被移出一分子的二氧化碳，剩餘的二碳以不穩定的鍵結連接至辅酶A（一種衍生自維生素B5的含硫化合物），形成具有異常活潑乙酰基（附著的乙酸鹽）的化學修飾物乙酰辅酶A，從而進入三羧酸循環。
在原核生物和真核生物的大部分缺氧细胞或组织（骨骼肌）中，丙酮酸会转化成乳酸，或者像糖类被酵母分解那样，转化为乙醇和二氧化碳（CO2）。在有氧环境下工作的组织（典型：心肌细胞）分解三碳的丙酮酸为乙酰辅酶A和二氧化碳，乙酰辅酶A会进一步行三羧酸循环分解为CO2和氢。氢会与氢载体烟酰胺腺嘌呤二核苷酸（NAD+）和黄素腺嘌呤二核苷酸（FAD）结合成（NADH和FADH2）。在线粒体裡进行的呼吸链，NADH和FADH的氧化会导致ATP的产生，能量会储存在ATP的高能磷酸键供细胞使用。
糖解作用是唯一一条现代生物都具有的代谢途径，出现时间很早。糖解作用最早可能发生在35亿年前第一个原核生物中。

## 糖酵解步骤
糖酵解的第一步是葡萄糖磷酸化为6-磷酸葡萄糖。不同细胞类型中所含有的酶也不一样，在所有的細胞中，皆由己糖激酶進行催化，而在肝和胰腺中，則另外含有一種稱為葡（萄）糖激酶（己糖激酶IV）的酵素。磷酸化过程消耗一分子ATP，后面的过程证明，这是回报很丰厚的投资。细胞膜对葡萄糖通透，但对磷酸化产物6-磷酸葡萄糖不通透，后者在细胞内积聚并继续反应，将反应平衡向有利于葡萄糖吸收的那一面推移。之后6-磷酸葡萄糖会在磷酸己糖异构酶的催化下生成6-磷酸果糖。（在此果糖也可通过磷酸化进入糖解作用途径）
接着6-磷酸果糖会在磷酸果糖激酶的作用下被一分子ATP磷酸化生成1,6-二磷酸果糖，ATP则变为ADP。这里的能量消耗是值得的，：首先此步反应使得糖解作用不可逆地继续进行下去，另外，两个磷酸基团可以进一步在醛缩酶的参与下分解为磷酸二羟丙酮和3-磷酸甘油醛。磷酸二羟丙酮会在磷酸丙糖异构酶帮助下转化为3-磷酸甘油醛。两分子3-磷酸甘油醛会被NAD+和3-磷酸甘油醛脱氢酶（GAPDH）的氧化下生成1,3-二磷酸甘油酸。
下一步反应，1,3-二磷酸甘油酸转变为3-磷酸甘油酸。此反应由磷酸甘油酸激酶催化，高能磷酸键由1,3-二磷酸甘油酸转移到ADP上，生成两分子ATP。在此，糖解作用能量盈亏平衡。两分子ATP消耗了又重新生成。ATP的合成需要ADP作原料。如果细胞内ATP多（ADP则会少），反应会在此步暂停，直到有足够的ADP。这种反馈调节很重要，因为ATP就是不被使用，也会很快分解。反馈调节避免生产过量的ATP，节省了能量。磷酸甘油酸变位酶推动3-磷酸甘油酸生成2-磷酸甘油酸，最终成为磷酸烯醇式丙酮酸。磷酸烯醇式丙酮酸是高能化合物。最后，在丙酮酸激酶的作用下磷酸烯醇式丙酮酸生成二分子ATP和丙酮酸。此步反应也受ADP调节。

## 反应序列
糖解作用反应序列可被分为十个步骤

### 准备阶段
通常视前五步为准备（或投入）阶段，因为这些步骤消耗能量以将葡萄糖转变为两个丙糖磷酸，即甘油醛-3-磷酸和磷酸二羟丙酮。
| 糖解作用準備階段的第一個步驟是將葡萄糖磷酸化，利用存於大部分動植物及微生物細胞內的己糖激酶所催化反應，此反应的标准自由能变化{\displaystyle \Delta G^{\circ '}=-4.0}千卡/莫耳，故這在胞內情況是不可逆的反應，將葡萄糖在6號碳處被ATP磷酸化，產生葡萄糖-6-磷酸。 此步驟中的酵素，與己糖分子結合，本身的構形會發生改變，催化葡萄糖磷酸化，既然被命名為己糖激酶，代表其不僅僅催化右旋-葡萄糖，而也具備催化其他六碳的糖類，像是右旋-果糖以及右旋-甘露糖磷酸化的功能，而這種酶，以不同的同工酶存在於不同的生物體或組織中，在肌肉中，是一種調節性酶，當葡萄糖-6-磷酸和腺苷二磷酸的濃度超出正常值，便可以暫時的抑制己糖激酶，使之形成與利用的反應達到速率平衡。 而肝臟中，存在於一種特殊的己糖激酶名叫葡萄糖激酶，这种酶只對葡萄糖有專一性，並不會與所有己糖發生作用，而且此酶並不受葡萄糖-6-磷酸的抑制作用。它对葡萄糖的米氏常数为5～10毫摩尔/升，比己糖激酶的0.1毫摩尔/升要高很多，根据米氏常数的意义，当葡萄糖浓度很高时它才作用。由于肝脏是糖原的重要生成器官，因此当血糖浓度增高时，肝脏中的葡萄糖激酶就运作，生成了葡萄糖-6-磷酸，肝脏以此合成肝糖原。然而，此酶的合成受到胰岛素的诱导，因此，体内缺乏胰岛素的糖尿病患者的肝脏中此酶的合成速率低，影响肝脏中葡萄糖转变为葡萄糖-6-磷酸的速率，故分解葡萄糖以及合成肝糖原的过程受阻。 辅因子：镁离子 | \| D-葡萄糖 \| 己糖激酶 一种转移酶 \| 己糖激酶 一种转移酶 \| α-D-葡萄糖-6-磷酸 \| \| \| \| \| \| \| ATP \| H+ + ADP \| \| \| \| \| \| \| \| \| \| \| \| \| \| \| \| \| \| \| \| \| \| \| |                     |                   |
| D-葡萄糖 | 己糖激酶 一种转移酶 | 己糖激酶 一种转移酶 | α-D-葡萄糖-6-磷酸 |
| | |                     |                   |
| ATP | H+ + ADP |                     |                   |
| | |                     |                   |
| | |                     |                   |
| | |                     |                   |
| | |                     |                   |

| 糖解作用第二個步驟為將葡萄糖-6-磷酸轉化為果糖-6-磷酸，此步驟由磷酸葡萄糖異構酶所催化，此酶主要由高度純化自肌肉分離而出。此酶將前一步驟產物葡萄糖-6-磷酸的氧原子，由1號碳移至2號碳，將其異化為果糖-6-磷酸（F6P）。 此反应的标准自由能变化{\displaystyle \Delta G^{\circ '}=+0.4}千卡/莫耳，由於自由能變化小，因此反應可往二側進行，而此異構酶亦須鎂離子，且對葡萄糖-6-磷酸及果糖-6-磷酸有專一性，由於產物F6P不斷被下一階段所消耗，造成F6P的濃度很低，反應往回進行的速率較低，若果糖-6-磷酸的濃度很高，反應將遵守勒沙特列原理，產生出葡萄糖-6-磷酸。 | \| α-D-葡萄糖-6-磷酸 \| 磷酸葡萄糖异构酶 一种异构酶 \| 磷酸葡萄糖异构酶 一种异构酶 \| β-D-果糖-6-磷酸 \| \| \| \| \| \| \| \| \| \| \| \| \| \| \| \| \| \| \| \| \| \| \| \| \| \| \| \| \| \| \| |                             |                 |
| α-D-葡萄糖-6-磷酸 | 磷酸葡萄糖异构酶 一种异构酶 | 磷酸葡萄糖异构酶 一种异构酶 | β-D-果糖-6-磷酸 |
| | |                             |                 |
| | |                             |                 |
| | |                             |                 |
| | |                             |                 |
| | |                             |                 |
| | |                             |                 |

| 第三個步驟是將果糖-6-磷酸酸化為果糖-1,6-二磷酸，由磷酸果糖激酶所催化，這是糖解作用的第二個活化反應，將F6P的磷酸跟轉移到1號碳位置產生右旋-果糖-1,6-二磷酸。 此反应的标准自由能变化{\displaystyle \Delta G^{\circ '}=-3.40}千卡/莫耳，故为不可逆反应。此反應為糖解作用中，第二個重要的控制點，在細胞內磷酸果糖激酶反應為不可逆的。而磷酸果糖激酶，與果糖激酶一樣，屬於一種調節性酶，且為肌肉糖解作用中主要的調節性酶，受到ATP与AMP数量比的影响：当ATP过多时，ATP结合到酶的调控部位，酶的构象发生变化而受抑制；AMP会解除此酶的抑制，使其恢复高效状态。氢离子浓度对此酶也有抑制作用：当血液中的乳酸较多时，即氢离子浓度增高，这样就抑制了酶，使得糖酵解效率下降，阻断了糖酵解下游生成乳酸的途径，因此这种调控有着重要的生理意义。 辅因子：Mg2+ | \| β-D-果糖-6-磷酸 \| 磷酸果糖激酶 一种转移酶 \| 磷酸果糖激酶 一种转移酶 \| β-D-果糖-1,6-二磷酸 \| \| \| \| \| \| \| ATP \| H+ + ADP \| \| \| \| \| \| \| \| \| \| \| \| \| \| \| \| \| \| \| \| \| \| \| |                         |                     |
| β-D-果糖-6-磷酸 | 磷酸果糖激酶 一种转移酶 | 磷酸果糖激酶 一种转移酶 | β-D-果糖-1,6-二磷酸 |
| | |                         |                     |
| ATP | H+ + ADP |                         |                     |
| | |                         |                     |
| | |                         |                     |
| | |                         |                     |
| | |                         |                     |

| 前一步反应使得分子失稳，这使得己糖环可以被醛缩酶分成两个丙糖：二羟丙酮磷酸，一种酮，以及甘油醛-3-磷酸，一种醛。有两类醛缩酶：I类醛缩酶，存在于动物与植物中，以及II类醛缩酶，存在于真菌和细菌中；这两类醛缩酶使用不同的机制切断酮糖环。 | \| β-D-果糖-1,6-二磷酸 \| 果糖二磷酸醛缩酶 一种裂合酶 \| 果糖二磷酸醛缩酶 一种裂合酶 \| D-甘油醛-3-磷酸 \| \| 二羟丙酮磷酸 \| \| \| \| \| \| + \| \| \| \| \| \| \| \| \| \| \| \| \| \| \| \| \| \| \| \| \| \| \| \| \| \| \| \| \| \| \| \| \| \| \| \| \| |                             |                 |   |              |
| β-D-果糖-1,6-二磷酸 | 果糖二磷酸醛缩酶 一种裂合酶 | 果糖二磷酸醛缩酶 一种裂合酶 | D-甘油醛-3-磷酸 |   | 二羟丙酮磷酸 |
| | |                             |                 | + |              |
| | |                             |                 |   |              |
| | |                             |                 |   |              |
| | |                             |                 |   |              |
| | |                             |                 |   |              |
| | |                             |                 |   |              |

| 磷酸丙糖异构酶迅速将二羟丙酮磷酸互变为甘油醛-3-磷酸，后者进入糖酵解的后续步骤。这是非常有用的，因为它引导二羟丙酮磷酸进入与甘油醛-3-磷酸相同的途径，简化了调控。 | \| 二羟丙酮磷酸 \| 磷酸丙糖异构酶 一种异构酶 \| 磷酸丙糖异构酶 一种异构酶 \| D-甘油醛-3-磷酸 \| \| \| \| \| \| \| \| \| \| \| \| \| \| \| \| \| \| \| \| \| \| \| \| \| \| \| \| \| \| \| |                           |                 |
| 二羟丙酮磷酸 | 磷酸丙糖异构酶 一种异构酶 | 磷酸丙糖异构酶 一种异构酶 | D-甘油醛-3-磷酸 |
| | |                           |                 |
| | |                           |                 |
| | |                           |                 |
| | |                           |                 |
| | |                           |                 |
| | |                           |                 |

### 放能階段
糖解作用的第二階段為放能階段，此階段的目的在於產生高能分子ATP和NADH。因為一個葡萄糖在準備階段時已經變成兩個丙糖，所以在放能階段中每個反應會發生兩次。最後產生2個NADH和4個ATP，使得單一葡萄糖在經過整個糖解作用後淨得2個NADH和2個ATP。ATP会用于其他需能反应，而NADH则会进入呼吸链或作为还原剂参与细胞内其他还原加氢反应。
| 两个丙糖分子被氧化并添加一分子无机磷酸，形成1,3-二磷酸甘油酸（1,3-BPG）。 被脱下的氢用于还原氢载体NAD+，形成NADH。 | \| 甘油醛-3-磷酸（GADP） \| 甘油醛-3-磷酸脱氢酶（GAPDH） 一种氧化还原酶[9] \| 甘油醛-3-磷酸脱氢酶（GAPDH） 一种氧化还原酶[9] \| D-甘油酸-1,3-二磷酸（1,3BPG） \| \| \| \| \| \| \| NAD+ Pi \| NADH + H+ \| \| \| \| \| \| \| \| \| \| \| \| \| \| \| \| \| \| \| \| \| \| \| |                                             |                               |
| 甘油醛-3-磷酸（GADP）                                                                                              | 甘油醛-3-磷酸脱氢酶（GAPDH） 一种氧化还原酶 | 甘油醛-3-磷酸脱氢酶（GAPDH） 一种氧化还原酶 | D-甘油酸-1,3-二磷酸（1,3BPG） |
| | |                                             |                               |
| NAD+ Pi | NADH + H+ |                                             |                               |
| | |                                             |                               |
| | |                                             |                               |
| | |                                             |                               |
| | |                                             |                               |

| 这步反应为磷酸甘油酸激酶将甘油酸-1,3-二磷酸的磷酸基团转移至ADP，形成甘油酸-3-磷酸和一份子ATP，在这一步，糖酵解过程达到了能量收支平衡：2分子ATP在先前的反应中被消耗，而在这步反应中有两分子ATP被合成。这步反应作为两步底物水平磷酸化中的一步，以ADP作为底物，所以当细胞ATP水平较高时，该步反应被抑制；因此该步反应也是糖酵解过程中重要的控速步骤之一。 | \| 甘油酸-1,3-二磷酸（1,3-BPG） \| 磷酸甘油酸激酶（PGK） 转移酶 \| 磷酸甘油酸激酶（PGK） 转移酶 \| 甘油酸-3-磷酸（3-P-G） \| \| \| \| \| \| \| ADP \| ATP \| \| \| \| \| \| \| \| \| \| \| \| \| \| \| \| \| \| \| \| 磷酸甘油酸激酶（PGK） \| \| \| |                              |                        |
| 甘油酸-1,3-二磷酸（1,3-BPG） | 磷酸甘油酸激酶（PGK） 转移酶 | 磷酸甘油酸激酶（PGK） 转移酶 | 甘油酸-3-磷酸（3-P-G） |
| | |                              |                        |
| ADP | ATP |                              |                        |
| | |                              |                        |
| | |                              |                        |
| | |                              |                        |
| | 磷酸甘油酸激酶（PGK） |                              |                        |

| 磷酸甘油酸变位酶催化形成甘油酸-2-磷酸。 | \| 甘油酸-3-磷酸（3PG） \| 磷酸甘油酸变位酶（PGM） 变位酶 \| 磷酸甘油酸变位酶（PGM） 变位酶 \| 甘油酸-2-磷酸（2PG） \| \| \| \| \| \| \| \| \| \| \| \| \| \| \| \| \| \| \| \| \| \| \| \| \| \| \| \| \| \| \| |                                |                      |
| 甘油酸-3-磷酸（3PG）                    | 磷酸甘油酸变位酶（PGM） 变位酶 | 磷酸甘油酸变位酶（PGM） 变位酶 | 甘油酸-2-磷酸（2PG） |
|                                         | |                                |                      |
|                                         | |                                |                      |
|                                         | |                                |                      |
|                                         | |                                |                      |
|                                         | |                                |                      |
|                                         | |                                |                      |

| 由烯醇化酶催化从甘油酸-2-磷酸转化为磷酸烯醇式丙酮酸。 辅基： 两个Mg2+: | \| 甘油酸-2-磷酸（2PG） \| 烯醇化酶（ENO） 裂解酶 \| 烯醇化酶（ENO） 裂解酶 \| 磷酸烯醇式丙酮酸（PEP） \| \| \| \| \| \| \| \| H2O \| \| \| \| \| \| \| \| \| \| \| \| \| \| \| \| \| \| \| \| 烯醇化酶（ENO） \| \| \| |                        |                         |
| 甘油酸-2-磷酸（2PG）                                                   | 烯醇化酶（ENO） 裂解酶 | 烯醇化酶（ENO） 裂解酶 | 磷酸烯醇式丙酮酸（PEP） |
|                                                                        | |                        |                         |
|                                                                        | H2O |                        |                         |
|                                                                        | |                        |                         |
|                                                                        | |                        |                         |
|                                                                        | |                        |                         |
|                                                                        | 烯醇化酶（ENO） |                        |                         |

| 最后一步底物水平磷酸化由丙酮酸激酶催化，形成一份子丙酮酸和一分子ATP。 辅基： Mg2+ | \| 磷酸烯醇式丙酮酸（PEP） \| 丙酮酸激酶（PK） \| 丙酮酸激酶（PK） \| 丙酮酸（Pyr） \| \| \| \| \| \| \| ADP + H+ \| ATP \| \| \| \| \| \| \| \| \| \| \| \| \| \| \| \| \| \| \| \| \| \| \| |                  |               |
| 磷酸烯醇式丙酮酸（PEP）                                                           | 丙酮酸激酶（PK） | 丙酮酸激酶（PK） | 丙酮酸（Pyr） |
|                                                                                   | |                  |               |
| ADP + H+                                                                          | ATP |                  |               |
|                                                                                   | |                  |               |
|                                                                                   | |                  |               |
|                                                                                   | |                  |               |
|                                                                                   | |                  |               |

### 糖酵解中的不可逆反应
人体可通过糖异生，即从非糖化合物，如丙酮酸和乳酸等物质重新合成葡萄糖。当肝或肾以丙酮酸为原料进行糖异生时，糖异生中的其中七步反应是糖酵解中的逆反应，它们有相同的酶催化。但是糖酵解中有三步反应，是不可逆反应。在糖异生时必须绕过这三步反应，代价是更多的能量消耗。
这三步反应都是强放能反应，它们分别是：
1葡萄糖经已糖激酶催化生成6磷酸葡萄糖ΔG= -33.5 kJ/mol
2 6磷酸果糖经磷酸果糖激酶催化生成1，6二磷酸果糖ΔG= -22.2 kJ/mol
3磷酸烯醇式丙酮酸经丙酮酸激酶生成丙酮酸ΔG= -16.7 kJ/mol

### 糖解作用中的调节位点
糖解作用在体内可被精确调节，这样一方面可以满足机体对能量的需要，另一方面又不会造成浪费。同时，当细胞内还进行糖异生的时候，调节就显得非常重要了，因为要避免空循环的发生。
调节是通过改变底物浓度，酶的活性实现的。
磷酸果糖激酶是其中最重要的限速酶，这也是巴斯德效应的关键参与者，它也决定了糖异生的速度，成为调节位点。AMP的浓度越高，酶的活性越高。就是当机体大量消耗了ATP，而相应又产生了很多AMP的时候，酶的活性提高，使得糖酵解按生成ATP的方向快速前进，以提高ATP产量。

## NADH的去路
在细胞中，NADH与NAD+是处于动态平衡的。在糖酵解过程中生成的NADH必须被进一步氧化，转化为NAD+才能够让糖酵解持续进行。另外足够的NAD+是3磷酸甘油醛成为1，3二磷酸甘油酸这一步反应重要的前提。在此过程中NAD+会被还原为NADH+H+，即是氢载体，通过穿梭将氢带到呼吸链。
NAD+的再生可通过这三种不同的过程来实现。
1. 乳酸脱氢酶：由丙酮酸形成乳酸，此过程发生在骨骼肌及部分微生物中。
2. 乙醇脱氢酶：经丙酮酸脱羧酶将丙酮酸转变为乙醛，再由乙醛经乙醇脱氢酶催化还原形成乙醇，此过程发生在大多数植物和一些产乙醇的微生物中。人类基因组可以编码乙醇脱氢酶，但是并没有编码丙酮酸脱羧酶的基因，因此无法将丙酮酸转化为乙醇。
3. 线粒体穿梭：经线粒体穿梭途径进入线粒体的呼吸链生成ATP。

## 能量转化

### 平衡点
值得一提的是，生成1，6-二磷酸果糖后的大部分反应都是向能量升高的方向进行的，没有酶（磷酸果糖激酶（PFK），磷酸甘油酸激酶（PGK））的催化，是不会自发进行的。而糖酵解的逆过程--糖异生（从甘油等非糖物质生成葡萄糖）则容易进行，此过程用到大部分在糖酵解里面出现过的酶，除了提到的两位“车夫”外，它们只出现在糖酵解中。在糖异生这两步逆反应会放出大量的热，分别为-14及-24 kJ/mol。

### 无氧环境和有氧环境的能量转化
在糖解作用中，每分子葡萄糖提供两分子ATP。真核生物的粒線体能同时从两分子丙酮酸中另外获得36分子ATP。能量转化的多少取决于在细胞质中产生的NADH + H+通过粒線体膜的方式。
不论在无氧还是有氧环境中，糖酵解成丙酮酸这一过程都能进行。3-磷酸甘油醛在3－磷酸甘油醛脱氢酶GAPDH的作用下脱氢。脱下的氢离子会将氧化剂（辅酶）NAD+还原成NADH + H+。NAD+会在呼吸链中再生。若在无氧环境，放热的（ΔGo´ = - 25 kJ/mol）乳糖脱氢酶（LDH）反应会再生NAD+：丙酮酸的还原会生成乳糖和再生NAD+（酵母则会使用另外两种酶—丙酮酸脱羧酶加乙醇脱氢酶）。下图可阐明此过程：
无氧环境下糖解作用GAPDH-和LDH-反应的相互联系，除了少部分NADH+H+会被磷酸甘油脱氢酶（GDH）转化外，大部分会用于再生NAD+。

## 参看
- 三羧酸循环
- 发酵
- 糖异生
- 磷酸戊糖途径